# Lonicera leschenaultii
Lonicera leschenaultii är en kaprifolväxtart som beskrevs av Nathaniel Wallich. Lonicera leschenaultii ingår i släktet tryar, och familjen kaprifolväxter. Inga underarter finns listade i Catalogue of Life.